# Basavanakote, Jagalur
Basavanakote là một làng thuộc tehsil Jagalur, huyện Davanagere, bang Karnataka, Ấn Độ.